# 液晶プロジェクタ
液晶プロジェクタ（えきしょうプロジェクタ、LCD projector）は、ビデオや映像やコンピュータのデータを、スクリーンなどの平面に表示するプロジェクタである。スライドプロジェクタやオーバーヘッドプロジェクタの現代版に相当する。

## 概要
一般的な液晶（LCD）プロジェクタでは、3枚のLCDパネル（映像信号の赤・緑・青の各成分ごとに一枚ずつ）にメタルハライドランプの光を通して映像を表示する。偏光させた光を（偏光子、液晶、検光子を組合せた）パネルに通して、ピクセルごとに光を透過させるか遮断するかの制御を行ない、多彩な色を投影することができる。
メタルハライドランプが使われるのは、色温度が理想的で、色の帯域が広いためである。また、大きさの割には光量が大きいことも理由である。現在のプロジェクタでは、平均で約2,000から4,000ANSIルーメンの出力がある。
ビデオの映写では、DLPやLCOSといった、より新しい技術が流行しつつある。しかし実際には、どのような技術が使われていても、一括して「液晶プロジェクタ」と呼ばれることもしばしばである。

## 投影面
メタルハライドランプが小型であることと、投影する平面を選ばないことから、他の映写システムよりも小型で持ち運びに適している傾向がある。しかし、良好な画質が得られるのは無地の白または灰色の表面への投影であるため、専用のスクリーンが使われることが多い。
プロジェクタの品質や投影面は、投影した映像がどのような色で認識できるかによって評価される。自然な色調に最適なのは白い表面であるため、多くの企業や学校では一般的に白い投影面が使われている。
しかし、映像の中で最も黒い部分の再現性は「スクリーンの黒さ」によって決まるため、コントラストを高く得られる灰色のスクリーンが一部では好まれている。その代償として、黒い背景では色調が劣る。プロジェクタの設定で色を調整できる場合もあるが、白い背景を使った場合と同程度の厳密さで調整できるとは限らない。

## 歴史
初期のLCDシステムは、既存のオーバーヘッドプロジェクタと共に使われていた。このシステムでは自身の光源を持たず、OHPシートの代わりに大きな「プレート」をプロジェクタに載せるものであった。これはコンピュータが表示装置としてそれほど普及していなかった当時の暫定的なものであるが、液晶プロジェクタが主流となる前の市場を形成していた。
この技術は、コスト的に有利となる中程度のサイズ（対角が40から50インチ）のリアプロジェクションテレビで利用されている。大画面テレビにこのLCDシステムを使う場合の別の利点としては、60インチのテレビよりも画質が良いことである。しかし現在液晶プロジェクタと同クラスのLG 100インチ液晶テレビは、プロトタイプ段階ではあるがプロジェクタサイズに大きく近づいている。一般的な経験則では、液晶が大きくなると画質が悪くなる。これを回避するには、液晶パネルを小さくして、画質を落とすことなく（コントラスト比は悪くなるが）レンズで拡大してスクリーンに投影することである。
2004年と2005年には、ダイナミックアイリスの追加によってコントラストがDLPレベルまで改善されたフロントプロジェクション方式の液晶プロジェクタが登場した。
DIYでプロジェクタを自作する際に、液晶プロジェクタの基本設計が応用されている。基本的な技術としては、演色評価数 (CRI) の高いHIDランプと安定器をコンデンサーレンズやコレクターレンズと組み合わせ、LCDは一般のコンピュータ・ディスプレイから取り外して使われる。